# 馬克·傑佛森
馬克·傑佛森（英語：Mark Jefferson,1863年3月1日—1949年8月8日），是一位美国地理学家。因提出城市系统的异速生长关系与位序-规模法则以及城市首位律而闻名。

## 生平
1863年出生于美国马萨诸塞州梅尔罗斯，获得波士顿大学地理学学士学位以及哈佛大学地理学硕士学位，其于1916年起担任美国地理学家协会主席，1919年起，出任巴黎和会美国代表团首席制图师，以帮助协约国与同盟国之间进行领土割让、妥协，傑佛森总共参与了1200余幅地图的制作，这些地图不仅有效区分了国与国之间的边界区分，还细分了国与国之间的语言、人种、宗教以及自然资源等方面的差异。1901年至1939年期间，担任密歇根州立师范学院(现为东密歇根大学)地理系主任。其代表作品为1939年出版的《城市首位定律》。1939年提出了作为对国家城市规模分布规律的概括——城市首位律，杰佛森发现了“首位城市法则” ：在一个国家或地区中往往存在一个比第二大城市大得多的“首位城市”，并建了度量一个国家或地区城市集中程度的指标——城市首位度。